# Schevofilax

Biserica Mare din Constantinopol

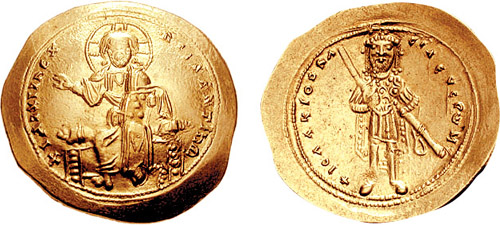
Histamenonul lui Isaac I Comnenul (d. 1057–1059)

Schevofilaxul (în greacă σκευοφύλαξ, transliterat: skeuophylax, cu forma feminină skeuophylakissa (σκευοφυλάκισσα)), însemnând „păstrătorul vaselor”, este un funcționar superior în Biserica Ortodoxă Răsăriteană.
Slujba de schevofilax era încredințată de obicei unui preot, care se ocupa cu păstrarea odoarelor sau sfintelor vase, a mobilierului și a obiectelor prețioase ale unei biserici sau mănăstiri, precum și cu folosirea lor. În epoca bizantină, schevofilaxul avea un rol important în cadrul liturghiei și, alături de Oikonomos⁠(d) sau iconom, administra averea (veniturile) respectivei biserici sau mănăstiri.
Schevofilaxul Bisericii Mari (Hagia Sofia, biserica catedrală a Patriarhiei de Constantinopol) se distingea prin epitetul „mare” (megas) și a fost numit de împărații bizantini până în timpul domniei lui Isaac I Comnenul (d. 1057–1059), când această prerogativă a fost transferată patriarhilor. Până la sfârșitul secolului al XI-lea, marele schevofilax (μέγας σκευοφύλαξ, megas skeuophylax) era situat pe locul al doilea în ierarhia administrativă patriarhală, după megas oikonomos, coborând după aceea pe locul al treilea, după megas sakellarios. El conducea un departament (sekreton) cunoscut sub numele de mega skeuophylakeion (μέγα σκευοφυλακείον), care era format din mai mulți secretari subordonați (chartoularioi⁠(d)). Acest sekreton își avea probabil originea în corpul celor 12 schevofilacși (patru preoți, șase diaconi și doi citeți) menționați ca făcând parte din personalul Bisericii Mari în anul 612.